# Cacosternum parvum
Cacosternum parvum é uma espécie de anfíbio da família Petropedetidae.
Pode ser encontrada nos seguintes países: Lesoto, África do Sul e Essuatíni.
Os seus habitats naturais são: regiões subtropicais ou tropicais húmidas de alta altitude, campos de gramíneas de baixa altitude subtropicais ou tropicais sazonalmente húmidos ou inundados, campos de altitude subtropicais ou tropicais, rios, rios intermitentes, pântanos, marismas de água doce, marismas intermitentes de água doce, pastagens, plantações , lagoas e canals e valas.